# Peste d'Arles (1579-1581)
En pleine période des guerres de Religion, la peste se déclare à Arles en 1579 et va durer jusqu'au début de 1581. D'après Charles-Roux, elle aurait enlevé la moitié de la population.

## Description
La peste éclate en décembre 1579 et continue ses ravages une grande partie de l'année suivante. Des précautions sont prises contre les imprudents qui font propager le fléau. On signale ainsi qu'un dénommé Georget et une femme sont pour ce motif, soumis à la question puis pendus. 
Les malades sont enfermés à l'hôpital des pestiférés aux soins d'un barbier que la ville y a mis et d'un cordelier. 
À la suite du blocus qui arrête aux portes de la ville les envois de l'extérieur, le blé monte à un prix exorbitant. Les notables et l'archevêque Silvio de Sainte-Croix, dit-on, ont une attitude pleine de dévouement et de charité. Ce n’est pas l’avis de l'homme d'église et historien Jean-Pierre Papon, qui souligne l’avarice du prélat et son peu de compassion aux épreuves de ses diocésains. D'après le livre de raison de l'arlésien, Antoine Peinet, chacun contribue selon sa qualité à l'approvisionnement en pain qui est ensuite distribué par paroisse et par prodhommes (prudhommes ?). On apprend toujours par ce même personnage, marchand de son état, qu'il prend soin d'éloigner sa femme et ses deux enfants en Camargue.
Tout danger n'est écarté qu'au début de 1581 quand, par ordre des consuls, une grande procession du Saint-Sacrement est organisée pour rendre grâces à Dieu de la disparition de l'épidémie. Toutefois en 1587, la peste est de retour.

## Sources et bibliographie
- Jules Charles-Roux - Arles - ré-édition 1984 -  (ISBN 2866730313), page 96
- Félix Reynaud - La grande peste à Arles (1579-1581)
- Vincent Aubert - Comptes de Trésorerie de la Communauté d'Arles - Archives municipales
- Jean-Maurice Rouquette (sous la direction de) - ARLES, histoire, territoires et cultures - Editions Imprimerie Nationale - 2008 -  (ISBN 9782742751761)